# سكن الليل
سكن الليل هي قصيدة من تأليف الشاعر اللبناني المهجري جبران خليل جبران، وألحان محمد عبد الوهاب وغناء فيروز.

## قصة الأغنية
- بعد حرب 1967 ذهب عبد الوهاب ككثير من الفنانين المصريين إلى لبنان، حيث غنى أغنية اسمها «حي على الفلاح» اشترك في تأليفها مع الأخوين رحباني،[1] وكان وجوده في لبنان فرصة ذهبية ليجدد التعاون مع صوت فيروز، وكان قد لحن لها عام 1961 أغنية سهار بعد سهار. لكن لحن هذا الأغنية رغم جماله لم يبرز القدرات الكبيرة التي كان من الممكن لصوت فيروز أن يبلغها.
- هذه المرة وقع الاختيار على قصيدة لجبران خليل جبران اسمها «سكن الليل»، وقرر عبد الوهاب أن يلحن هذه القصيدة على طريقته الشرقية الخاصة في الغناء والتي تعتمد على التعبير مع شيء من التطريب. وقد برز صوت فيروز في القصيدة بشكل أجمل من الشكل الذي غنت به معظم أغانيها، حيث نلاحظ هذا التجديد في أكثر من عبارة في القصيدة مثل «علنا نطفئ بذياك العصير..حرقة الأشواق»، و«...نسمة الريحان»، و«... فعروس الجن في كهفها المسحور».
- خلال فترة وجوده في لبنان سيلتقي عبد الوهاب مع فيروز في قصيدة جديدة هي «مر بي يا واعدا» عام 1968.[1]

## مؤلف الأغنية
يظهر غلاف الأسطوانة أن قصيدة سكن الليل هي للشاعر المهجري جبران خليل جبران، ومع ذلك ينسبها البعض إلى شاعر عراقي توفي عام 1937، اسمه نعمان ثابت بن عبد اللطيف.

## وصلات خارجية
- قصيدة سكن الليل بصوت فيروز على يوتيوب
- كلمات أغنية سكن الليل